# Torneo de Estoril 2009
El Torneo de Estoril 2009 fue un evento de tenis disputado sobre tierra batida. Fue la edición nº21 del torneo, y formó parte de los eventos de categoría International Series 250 del ATP Tour 2009, y un evento de la serie WTA Tour 2009. Tanto el torneo masculino como el femenino se celebraron en Qeiras, Portugal, desde el 4 de mayo hasta el 10 de mayo de 2008.

## Campeones

### Individuales Masculino
Albert Montañés vence a  James Blake, 5–7, 7–6(6), 6–0.

### Individuales Femenino
Yanina Wickmayer vence a  Yekaterina Makarova, 7–5, 6–2.

### Dobles Masculino
Eric Butorac /  Scott Lipsky vencen a  Martin Damm /  Robert Lindstedt, 6–3, 6–2.

### Dobles Femenino
Raquel Kops-Jones /  Abigail Spears vencen a  Sharon Fichman /  Katalin Marosi, 2–6, 6–3, [10–5].